# Мајк Петри
Мајк Петри (енгл. Mike Petri; 16. август 1984) професионални је амерички рагбиста и репрезентативац. Почео је да тренира рагби у средњој школи у Њујорку. Био је најбољи играч на колеџу у Пенсилванији. Играо је на 3 светска првенства (2007, 2011, 2015). Капитен је Њујорк Атлетика, са којим је освајао титуле првака Америке у рагбију. Био је на проби у енглеском Сејлу, али није задовољио. 2011. одиграо је 3 утакмице за велшки тим Њупорт Гвент Дрегонс. Ожењен је.